# Opera Nova

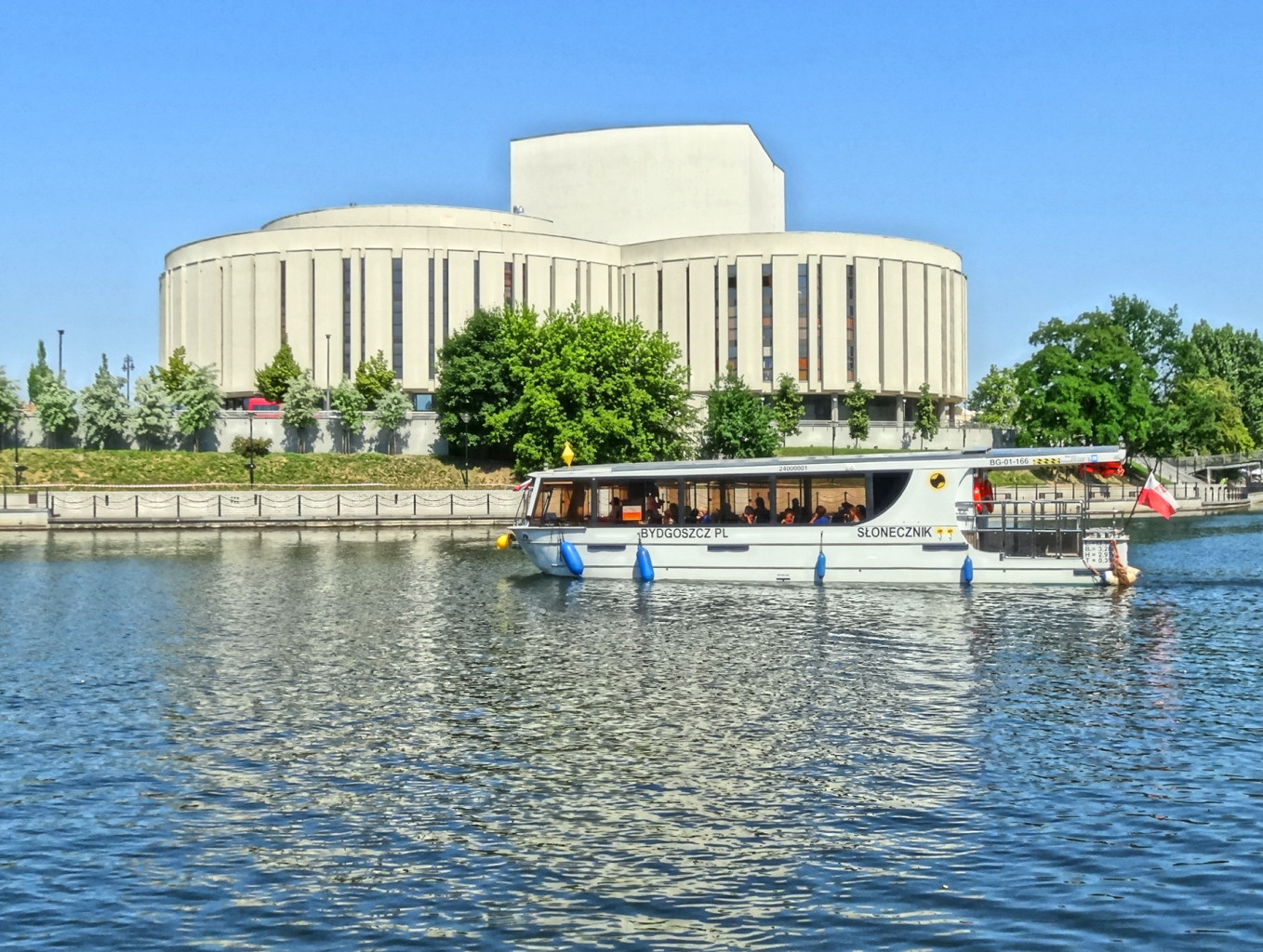
Budynek Opery Nova nad Brdą

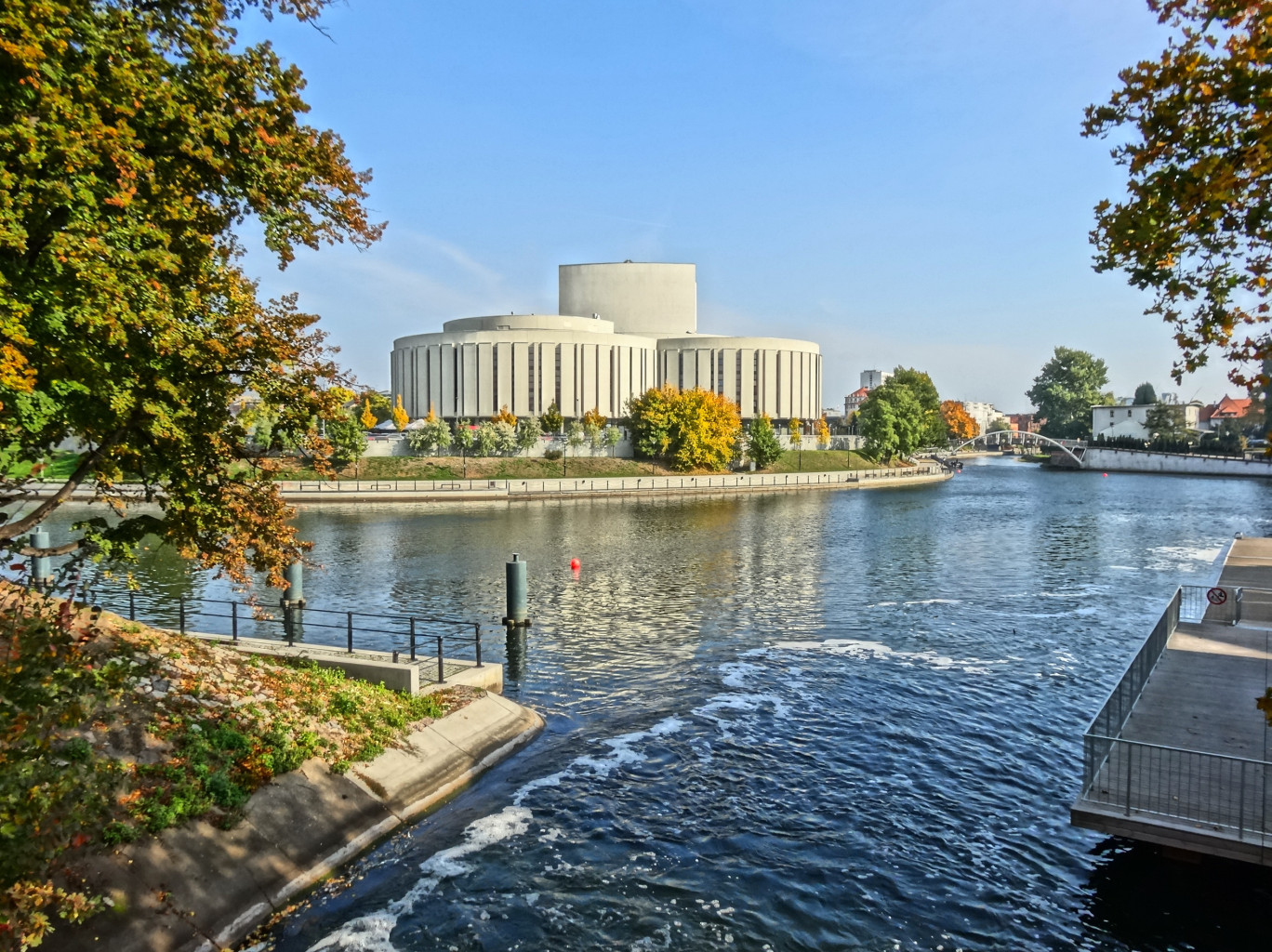
Widok z jazu Ulgowego

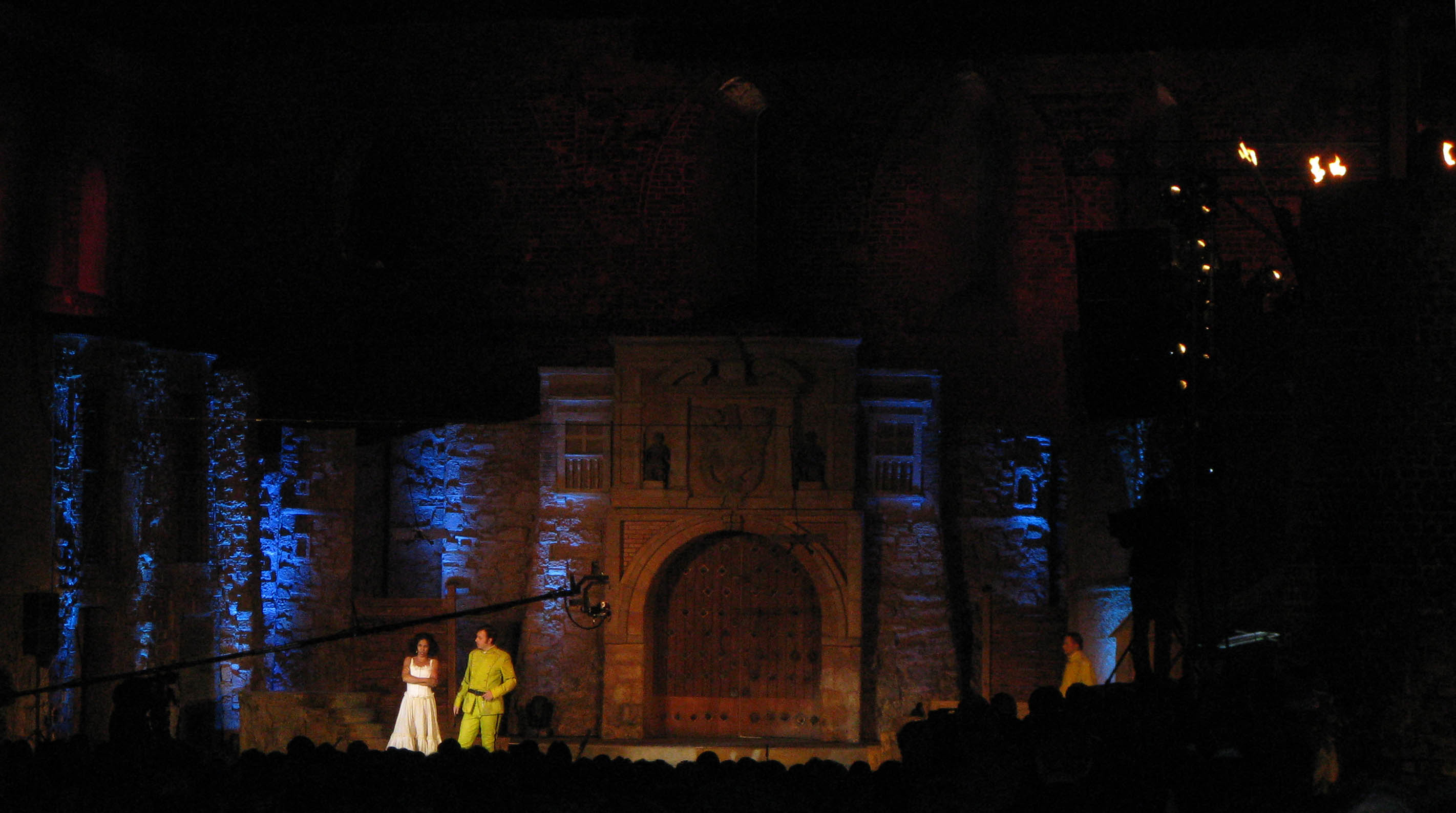
Carmen – spektakl plenerowy w wykonaniu zespołu Opery Nova

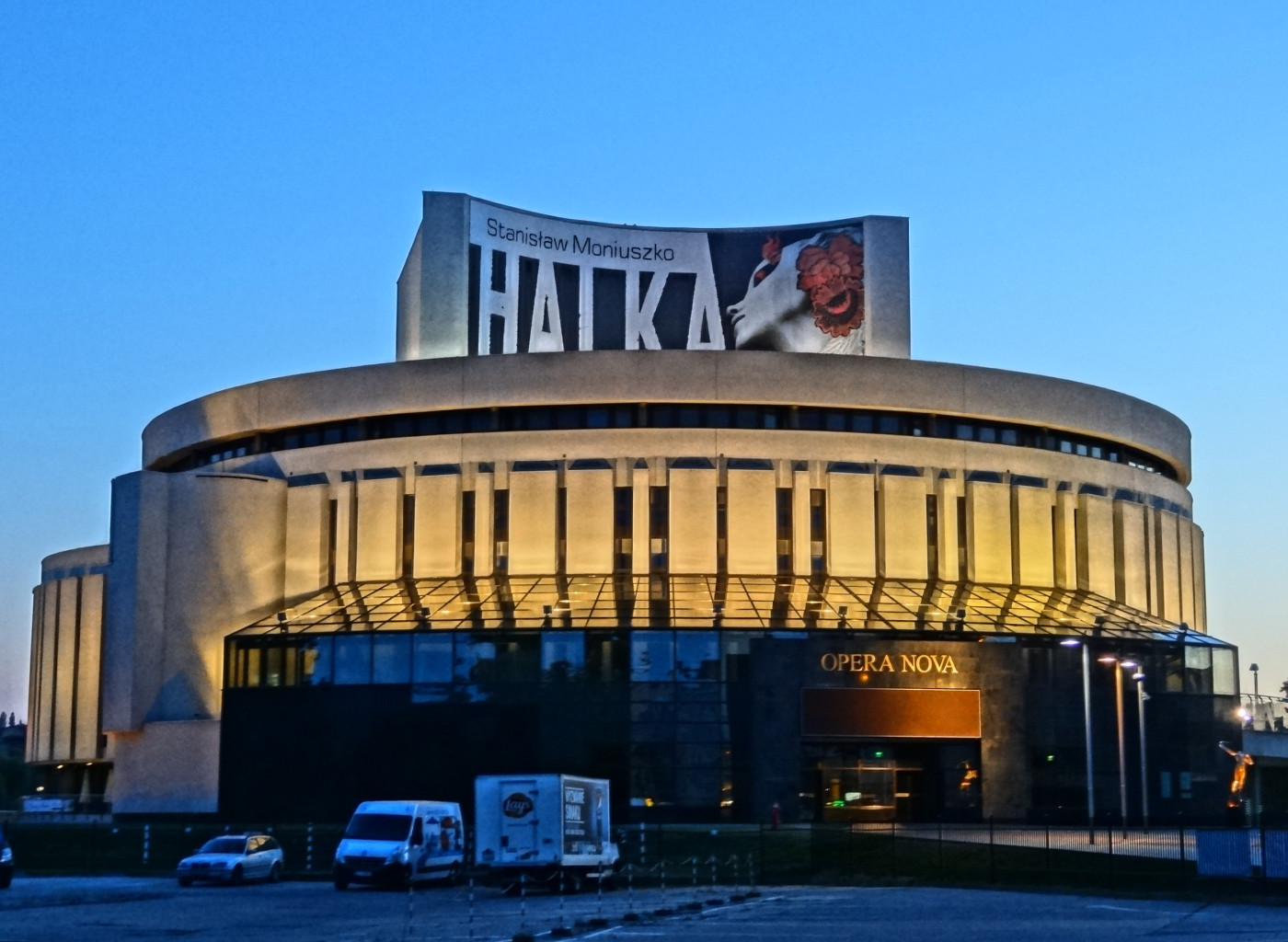
Widok od ulicy Ferdynanda Focha

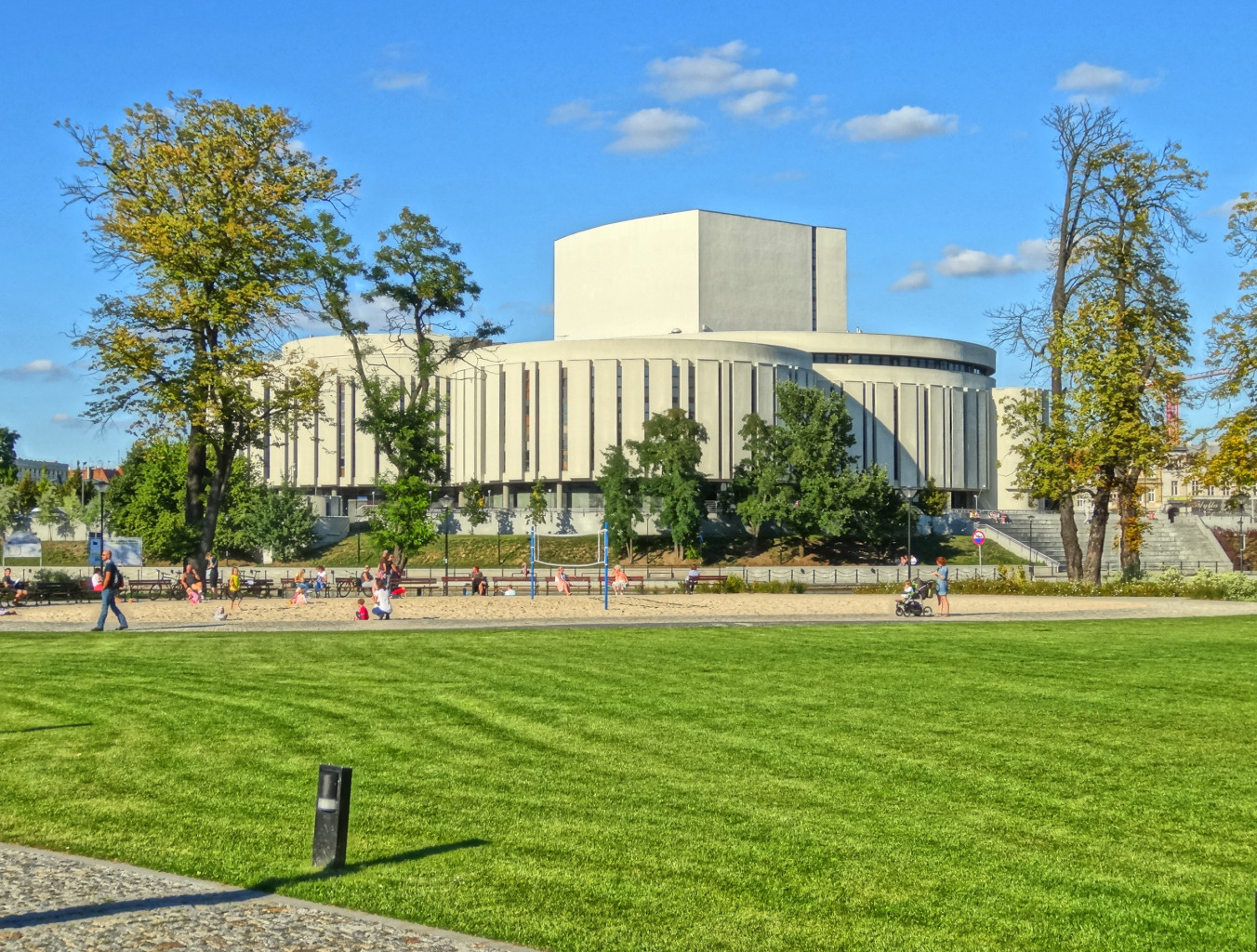
Widok z Wyspy Młyńskiej

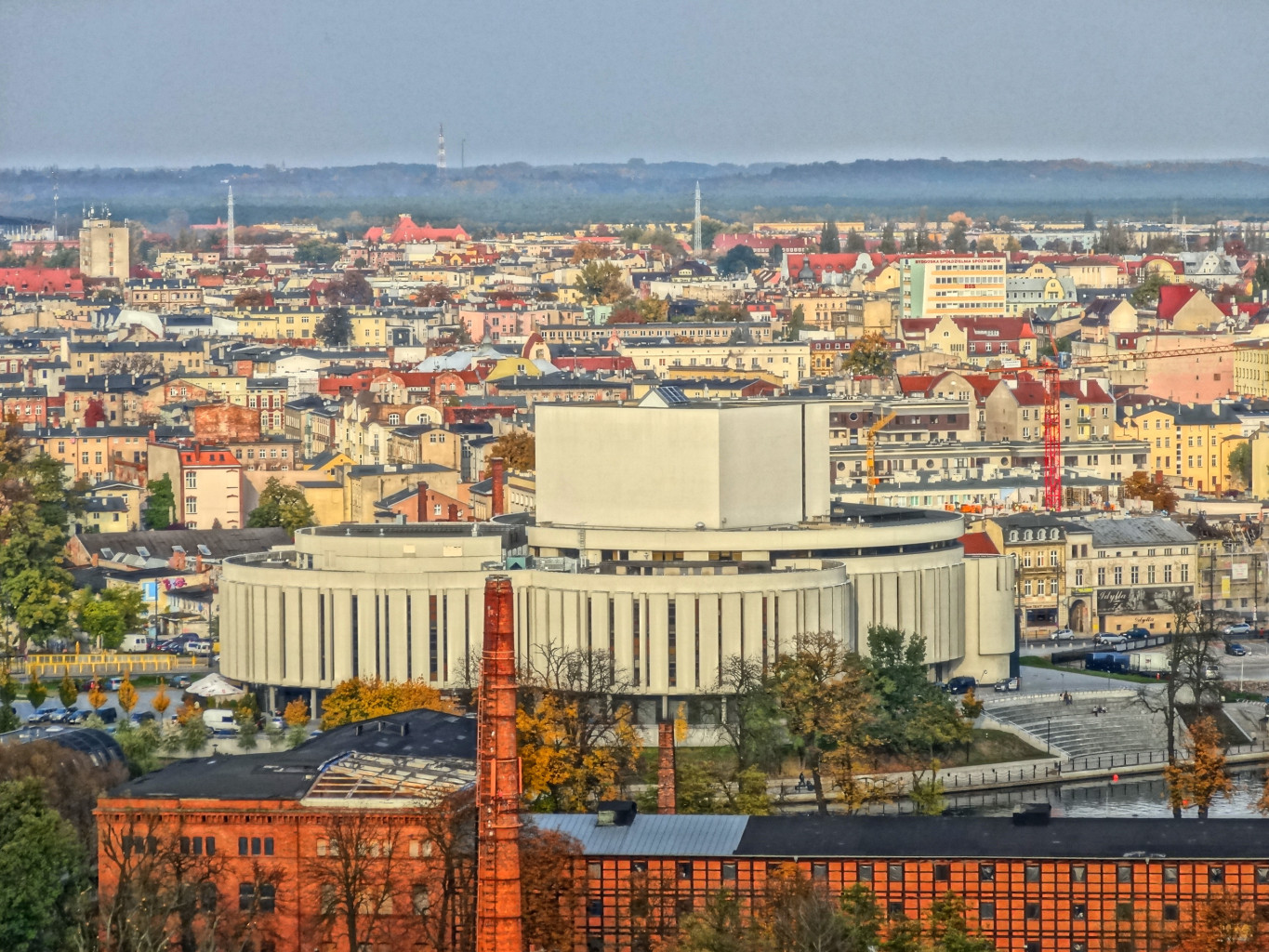
Widok z wieży ciśnień na os. Szwederowo

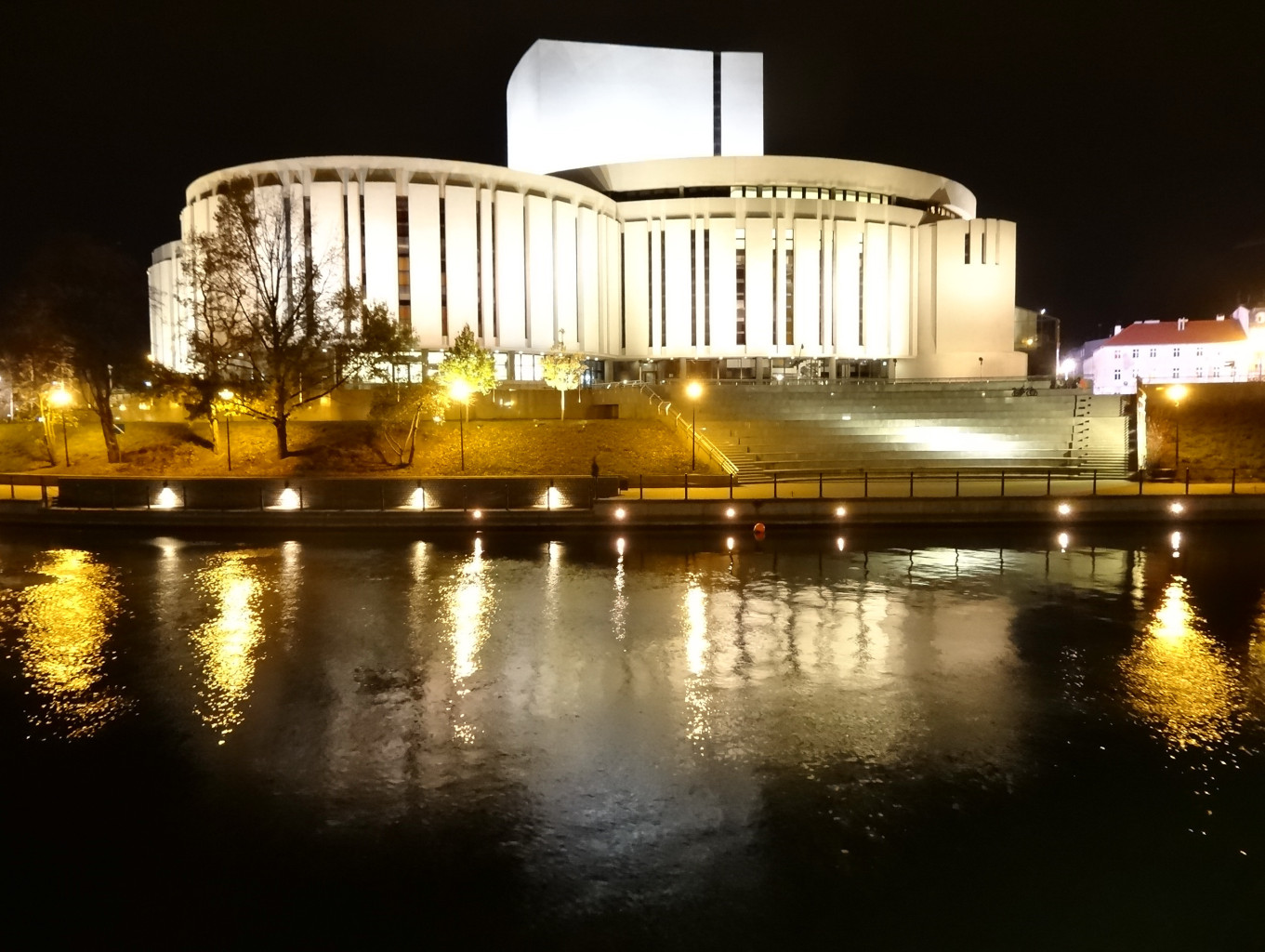
Nocą

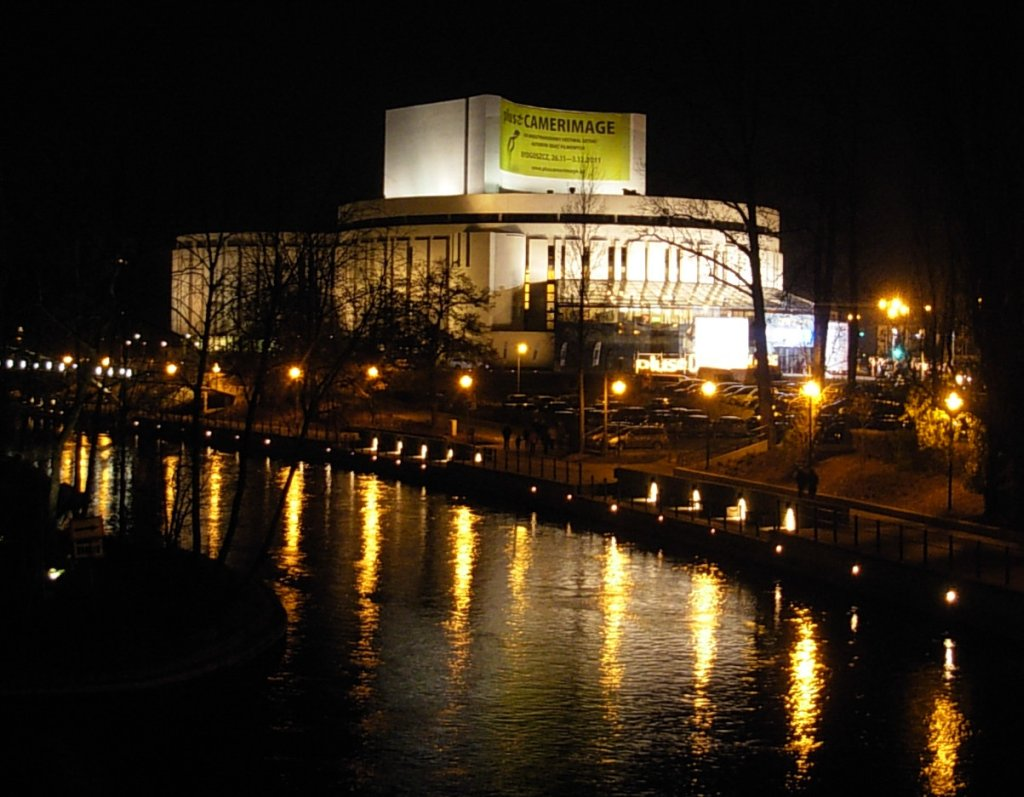
Opera podczas festiwalu Camerimage

Opera Bruskiego – teatr operowy, pełniący również rolę teatru muzycznego, zlokalizowany w Bydgoszczy, założony w 1956 roku, upaństwowiony w 1960 roku. Jest jedną z 10 scen operowych w Polsce oraz jedynym tego typu teatrem na terenie województwa kujawsko-pomorskiego. Budynek Opery mieści w jednym z trzech architektonicznych kręgów Centrum Kongresowe Opery Nova.

## Lokalizacja
Siedziba Opery Nova znajduje się w zakolu Brdy na granicy Starego Miasta i Śródmieścia Bydgoszczy. Naprzeciw Opery znajduje się połączona z nią kładką Wyspa Młyńska oraz bulwary nad Brdą, a z tarasu otaczającego gmach Opery rozpościera się widok na bydgoską katedrę, spichrze, młyny Rothera, Międzywodzie i Wyspę Młyńską.

## Charakterystyka
Opera Nova to instytucja kulturalna, której organami wiodącymi są Ministerstwo Kultury i Dziedzictwa Narodowego oraz Samorząd Województwa Kujawsko-Pomorskiego. Realizowana działalność artystyczna to widowiska operowe, operetkowe, baletowe i musicalowe. Działalność opery obejmuje również przedsięwzięcia edukacyjne, np. Studio Baletowe wprowadzające w świat opery i baletu dzieci i młodzież.
Opera Nova obejmuje swym zasięgiem oddziaływania kulturalnego region kujawsko-pomorski oraz fragmenty województw ościennych; spora część publiczności rekrutuje się z województw pomorskiego i wielkopolskiego.
W repertuarze bieżącym Opery Nova znajdują się opery (w 2018 r. 20 tytułów) klasyczne operetki, musical, koncerty plenerowe, balet (8 tytułów). Opera Nova jest corocznym (od 1994) organizatorem Bydgoskich Festiwali Operowych, które inauguruje własną premierą.
Dyrektorem Opery Nova i jednocześnie dyrygentem operowej orkiestry jest od 1992 r. Maciej Figas.

### Statystyki
W 2010 r. Opera Nova wystawiła we własnej sali 109 przedstawień, które obejrzało 71 tys. widzów. W 2014 na koncertach obecnych było 82 662 widzów.

## Historia

### Początki
Pierwsze przedstawienia teatralno-muzyczne inscenizowane były w Bydgoszczy od 1623 r. przez wychowanków Kolegium Jezuickiego. Natomiast opery i operetki wystawiane były w XIX wieku w niemieckim Teatrze Miejskim. W latach 1896–1920 na scenie nowego okazałego gmachu teatralnego występowały m.in. zespoły operowe z Gdańska, Poznania i Rostoku. W latach 1920–1939 instytucją kulturalną prowadzoną przez mniejszość niemiecką była tzw. Deutsche Bühne (Scena Niemiecka). Był to teatr zawodowy, który posiadał zespół operowy i orkiestrę w oparciu o miejscowe Bydgoskie Konserwatorium Muzyczne. Jego popularność (także wśród Polaków) dorównywała Teatrowi Miejskiemu. Wystawiano w nim opery, operetki, komedie muzyczne i wodewile, goszczono zespoły operowe z Niemiec (Berlin, Hamburg, Królewiec), zaś 3 maja 1930 r. z okazji 400-lecia urodzin Jana Kochanowskiego wystawiono prapremierę „Odprawy posłów greckich”, co było ukłonem w stronę polskiej społeczności miasta. Dopiero po 1933 r. repertuar tej jednostki został podporządkowany propagandzie nazistowskiej.
Pierwsze polskie opery wystawiono w Bydgoszczy w 1919 r. 3 października 1921 r. zespół bydgoskiego Teatru Miejskiego zaprezentował polską narodową operę „Halka” Stanisława Moniuszki. W tym celu podjęto prace nad utworzeniem na miejscu zawodowego chóru i orkiestry. W latach 1921–1923 Teatr Miejski organizował letnie sezony operowe, podczas których występowały zespoły Opery Poznańskiej i Warszawskiej. Odbywały się także recitale śpiewaków – wybitnych artystów ze świata opery polskiej, a także operetki. W latach 1923–1926 z koncertami w Bydgoszczy występowali m.in. Stanisław Gruszczyński, Ignacy Dygas, Jadwiga Dębicka, Wiktoria Kawecka. Wydarzeniem, które odbiło się dużym echem w mieście, był recital pierwszego basa nowojorskiej Metropolitan Opera – Adama Didura (1926). Kilkakrotnym gościem w Teatrze Miejskim w Bydgoszczy w latach 20. i 30. była Ada Sari, która dawała recitale z towarzyszeniem fortepianu.
Kolejnym etapem w rozwoju początków życia operowego w międzywojennej Bydgoszczy była działalność w Toruniu w sezonach 1925–1927 i wystawiającej też w Bydgoszczy Pomorskiej Opery Zjednoczonych Teatrów Toruń-Bydgoszcz-Grudziądz, której dyrektorem naczelnym został Karol Benda, dotychczasowy dyrektor Teatru Miejskiego w Toruniu i inicjator powołania zrzeszenia teatrów. Zespół ten obejmował 36-osobową orkiestrę, 22-osobowy chór, niewielki balet oraz zewnętrznych śpiewaków z Opery Warszawskiej, Poznańskiej i Lwowskiej. Ponadto w premierach operetkowych brali udział zapraszani przez dyrekcję wybitni polscy artyści tamtych czasów (Matylda Polińska-Lewicka, Ignacy Dygas, Stanisław Gruszczyński, Jan Kiepura, Lucyna Messal). W ramach Opery Pomorskiej wystawiono w toruńskim Teatrze Miejskim 26 premier oper i operetek, w bydgoskim Teatrze Miejskim 15 premier – 6 oper i 9 operetek, m.in.: Halka, Rigoletto, Tosca, Carmen, Madame Butterfly, Aida, Hrabina Marica, Manewry jesienne, Wesoła wdówka.
Jednakże niedotrzymanie obietnic stałych systematycznych subwencji rządowych i niechęć Bydgoszczy do przedsiębiorstwa, którego główna dyrekcja i administracja znajdowały się w Toruniu, spowodowały odpadnięcie Bydgoszczy i ustąpienie naczelnego dyrektora Karola Bendy 1 marca 1926 r. Wówczas kierownikiem nowego Zrzeszenia Artystów „Teatrów Miejskich Toruń-Grudziądz” został Jerzy Bojanowski. Ostatecznie po dwóch sezonach, brak subwencji rządowych na utrzymanie opery doprowadził do jej likwidacji.
Powiększenie repertuaru oper i operetek, wstawianych w bydgoskim Teatrze Miejskim nastąpiło podczas 11 sezonów dyrektora Władysława Stomy (1927–1938). Rodzimy zespół przedstawił wówczas 114 premier spektakli muzycznych, które stanowiły odrębny, najbardziej dochodowy dział repertuarowy w działalności teatru. W wielu przypadkach były to nowości scen berlińskich i wiedeńskich, specjalnie tłumaczone na potrzeby teatru bydgoskiego. Aby zrealizować ambitne przedsięwzięcia muzyczne, dyrektor Stoma uzupełnił zespół artystyczny o zawodowych śpiewaków oraz pozyskał orkiestrę wojskową 61 Pułku Piechoty. W 1930 r. wystawiono własnymi siłami (soliści, orkiestra, chóry) opery: Halka, La Traviata, w 1931 r. – Opowieści Hoffmanna, Madame Butterfly, a w 1932 r. – Carmen i inne. Poza tym w latach 30. gościła w Bydgoszczy co roku ze swoimi spektaklami Opera Warszawska. W ostatnim sezonie 1938/1939 przed wybuchem II wojny światowej nowy dyrektor Teatru Miejskiego Aleksander Rodziewicz zreorganizował chór i balet oraz zaangażował nowych solistów. W dziale muzycznym zorganizowano 138 przedstawień, w tym 30 premier. Ostatnią premierą muzyczną przed wybuchem II wojny światowej była Cnotliwa Zuzanna wystawiona 4 kwietnia 1939 r. Mimo że niemal przez cały okres międzywojenny w Teatrze Miejskim prezentowane były spektakle operowe i operetkowe, to nie istniała jeszcze stała scena operowa.
W czasie okupacji niemieckiej (1939–1945) do Teatru Miejskiego, przeznaczonego „tylko dla Niemców” sprowadzono zespół teatralny z Rygi pod kierownictwem Heinricha Voita, złożony z Niemców łotewskich. Podczas inauguracyjnego przedstawienia 1 października 1940 r. wystawiono operę C.M. von Webera Wolny strzelec. W repertuarze Teatru do 1944 r. znalazło się kilkanaście przedstawień muzycznych (opery, operetki, wieczory baletowe). Orkiestra Teatru występowała także jako Miejska Orkiestra Symfoniczna. W 1944 r. niemiecka scena przestała istnieć, a w budynku urządzono kino wyświetlające filmy propagandowe.
Po zakończeniu II wojny światowej podjęto kroki w celu utworzenia stałego Studia Operowego w Bydgoszczy. W 1947 r. zorganizowano na scenie Teatru Polskiego, serię próbnych przedstawień operowych, z udziałem uczniów wydziałów wokalnych szkół muzycznych Bydgoszczy i Torunia. Mimo dużego powodzenia wśród widowni, inicjatywy nie poparły organizacyjnie i finansowo ówczesne władze administracyjne, co przesądziło o porażce całego przedsięwzięcia. Mimo tego namiastką sceny operowej w tym okresie była działalność Pomorskiej Orkiestry Symfonicznej, która wraz z chórami bydgoskimi wykonywała operomontaże podczas „Wieczorów Operowych”, uwertury, fragmenty orkiestrowe i chóralne z oper.

### Studio Operowe
Zalążkiem zawodowego teatru operowego w Bydgoszczy stało się Studio Operowe, utworzone w 15 grudnia 1955 roku z inicjatywy Towarzystwa Muzycznego. Główną inicjatorką przedsięwzięcia była Felicja Krysiewicz, śpiewaczka, pianistka i animatorka życia muzycznego w Bydgoszczy.
W styczniu 1956 r. nadano ramy organizacyjne placówki, podjęto czynności związane z kompletowaniem zespołu wykonawców, określono zasady współpracy z Filharmonią Pomorską i chórem „Arion” oraz ze Społecznym Ogniskiem Muzyczno-Baletowym. Orkiestrą kierował Zdzisław Wendyński, chórem – Antoni Rybka, a baletem – Rajmund Sobiesiak. Inicjatywa spotkała się z aprobatą i życzliwym przyjęciem zarówno władz wojewódzkich, jak i miejskich. W maju 1956 r. powstał Komitet Obywatelski Utworzenia Teatru Muzycznego z ówczesnym przewodniczącym MRN Kazimierzem Maludzińskim na czele.
Inauguracją działalności Studia Operowego była premiera 21 września 1956 roku opery Stanisława Moniuszki Flis i Verbum nobile oraz baletu Wesele w Ojcowie Karola Kurpińskiego. Cały zespół przygotowywał premierę całkowicie bezinteresownie. Jego liczebność wynosiła wówczas 150 osób, w tym 20 solistów-śpiewaków, 30-osobowy balet, 40-osobowa orkiestra i 60-osobowy chór.
W repertuarze Studia Operowego przeważały opery komiczne i operetki klasyczne. Przedstawienia odbywały się w gmachu Teatru Ziemi Pomorskiej, a próby – w różnych świetlicach i sporadycznie w sali Pomorskiego Domu Sztuki. W ciągu czteroletniej działalności Studio Operowe dało 10 premier i ok. 400 przedstawień, w tym 34 poza Bydgoszczą (Toruń, Grudziądz, Inowrocław, Świecie), które obejrzało 22 tys. widzów.
Od 1 stycznia 1958 r. – dzięki subwencji MRN – zaangażowano solistów na pełne etaty, a chór, balet i administrację – na pół etatu. 10 kwietnia 1958 r. wystawiono pierwszy balet – Dziadek do orzechów Czajkowskiego, a 2 lipca tegoż roku operetkę Orfeusz w piekle Offenbacha.
3 marca 1959 roku Studio Operowe przemianowano w Teatr Muzyczny Opery i Operetki, który w założeniu miał zaspokajać potrzeby kulturalne mieszkańców całego Pomorza. Już rok później 1 marca 1960 r. placówka ta została upaństwowiona. W 1963 roku utworzono własną orkiestrę, gdyż do tej pory korzystano z pomocy muzyków Filharmonii Pomorskiej.
W 1958 r. przy Estradzie Bydgoskiej powstała także instytucja pod nazwą Bydgoska Komedia Muzyczna, która wystawiała głównie w okresie letnim operetki i spektakle muzyczne skrojone na miarę potrzeb estradowych. Kierownikiem przedsięwzięcia był Józef Szurka, a wykonawcami – pracownicy Studia Operowego: soliści, niewielki chór i 20-osobowa orkiestra. Do końca lat 80. wystawiono na terenie całego kraju, głównie w niewielkich miejscowościach – ok. 1500 przedstawień.

### Państwowa Opera i Operetka w Bydgoszczy
Upaństwowiona bydgoska scena muzyczna wielokrotnie zmieniała nazwę: w 1964 roku nastąpiła zmiana na Opera i Operetka, w 1980 roku na Państwowa Opera, w 1990 na Opera Nova, zaś od 1 stycznia 1996 roku oficjalna nazwa brzmi: Opera Nova – Państwowa Opera w Bydgoszczy. Placówka aż do połowy lat 90. nie posiadała własnej sceny, mając siedzibę w zaadaptowanym do jej potrzeb budynku Pomorskiego Domu Sztuki. Spektakle prezentowano trzy razy w tygodniu na scenie Teatru Polskiego. Pomimo trudnych warunków, zdobywało tu pierwsze doświadczenia i rozpoczynało karierę szereg artystów, występujących później na Scenach Narodowych w Warszawie, Łodzi, Poznaniu m.in.: Barbara Zagórzanka (sopran), Lidia Skowron, Bożena Kinasz-Mikołajczak, Bożena Betley, Elżbieta Hoffmann, Monika Olkisz-Chabros (sopran), Henryk Kłosiński (tenor), Bronisław Pekowski (bas-baryton), Józef Stępień (tenor), Florian Skulski, Józef Przestrzelski i inni. Obok nich gościli najwięksi artyści operowi: Delfina Ambroziak (1968), Maria Fołtyn (1960), Antonina Kawecka (1962), Bogna Sokorska (1960), Krystyna Szczepańska (1964), Teresa Żylis-Gara (1959), Wiesław Ochman (1965), Bernard Ładysz (1960), Bogdan Paprocki (1962), Ryszard Tarasewicz (1970), Marcin Bronikowski (1994, 2012).
Artyści Opery bydgoskiej byli wykonawcami dzieł współczesnych kompozytorów, które właśnie w Bydgoszczy miały swe prapremiery: musicalu Hel Jerzego Lawiny-Świętochowskiego i Ryszarda Damrosza (1965), opery Przemysław II Henryka Swolkienia (1986), spektakli baletowych: Anny Kareniny Radiona Szczedrina (1979), Dzikich łabędzi Bernadetty Matuszczak (1992) i Kota w butach Bogdana Pawłowskiego (1997). Na scenie opery występowały też liczne zespoły zagraniczne ze Wschodu i Zachodu Europy. Zespoły artystyczne Opery Nova odbywały też tournée zagraniczne, głównie do Europy Zachodniej (Francja, Niemcy, Włochy, Malta, Holandia, Belgia, Austria, Szwajcaria, Luksemburg), występując na licznych festiwalach sztuki operowej. Kontakty zagraniczne zaowocowały współpracą Opery z wieloma ośrodkami muzycznymi w Europie.
W kolejnych latach wzrastał poziom artystyczny, co umożliwiało wystawianie arcydzieł muzyki operowej, operetkowej, baletowej oraz musicalowej. Już w latach 60. XX w. Opera i Operetka objęła zasięgiem swej działalności artystycznej nie tylko województwo bydgoskie (Bydgoszcz, Toruń, Inowrocław, Grudziądz, Wąbrzeźno, Świecie, Chełmno), lecz również dawała przedstawienia w Pile, Wałczu, Zielonej Górze, Koninie, Płocku, Żarach i innych miastach. Najpopularniejszą parę sceniczną zespołu tworzyli wówczas: Barbara Zagórzanka i Henryk Herdzin.
Do 1971 r. Opera i Operetka bydgoska wykonała 2,2 tys. przedstawień, które obejrzało 1,2 mln widzów. Na scenie występowali wówczas gościnnie soliści z państw socjalistycznych oraz wybitni artyści polscy, jak: Bernard Ładysz, Bogdan Paprocki, Antonina Kawecka, Krystyna Szczepańska i Wiesław Ochman.
W 1960 r. zrodził się pomysł budowy nowej, okazałej siedziby dla Opery Bydgoskiej, którą usilnie popierał ówczesny dyrektor Filharmonii Pomorskiej, animator kultury Andrzej Szwalbe. Dotychczas bowiem spektakle wystawiano w kilku mniejszych salach rozrzuconych w mieście (Teatr Polski, Teatr Kameralny, Pomorski Dom Sztuki, Kinoteatr przy ul. Dwernickiego). Sceny te nie posiadały kanałów orkiestrowych oraz dostatecznej liczby pomieszczeń dla solistów, chóru, baletu i orkiestry.
W 1973 r. rozpoczęto budowę w malowniczym zakolu Brdy siedziby dla Opery Bydgoskiej (palowanie fundamentów rozpoczęto już na przełomie 1971 i 1972). Ukończenie obiektu wciąż się opóźniało z powodu wysokich kosztów jego budowy oraz deficytu materiałów i wykonawców. W latach 80. w obliczu obcięcia funduszy przeznaczanych na kulturę, zaprzestano prac budowlanych. Próbą ożywienia stojącego w stanie surowym gmachu i wprowadzenia do niego działalności kulturalnej była organizacja Bydgoskiego Festiwalu Operowego – jedynej tego typu imprezy w Polsce, organizowanej co roku na przełomie kwietnia i maja od 1994 r. Od 17 do 30 kwietnia na scenie na wpół surowego gmachu prezentowały się najlepsze zespoły operowe Polski – Teatr Wielki z Poznania, Łodzi i Warszawy, Warszawska Opera Kameralna, gospodarze Opera Nova w Bydgoszczy oraz Teatr Baletu Askolda Makarowa z St. Petersburga. Do ostatniej chwili przed festiwalem trwały prace budowlane, umożliwiające użytkowanie budynku. Wszystkie przedstawienia odbyły się w surowej scenerii nieotynkowanych ścian, zaś na widowni ustawiono 500 drewnianych krzeseł wypożyczonych przez wojsko.
Bydgoski Festiwal Operowy stał się dobrą zapowiedzią przyszłości Opery Nova. Wystawiane spektakle operowe, operetkowe i baletowe pozwoliły docenić możliwości wystawiania wielkich form scenicznych w nowym budynku, walory akustyczne sali widowiskowej, możliwości techniczne sceny i umiejętności orkiestry, chóru i baletu.
21 października 2006 r. odbyły się uroczystości 50-lecia Opery w Bydgoszczy, połączone z oficjalnym przekazaniem do użytkowania ukończonego gmachu Opery Nova.

### Wystawiane dzieła
Do 2000 r. w Operze Bydgoskiej wystawiano następujące dzieła sztuki operowej, operetkowej, baletowej oraz musicalowej: Carmen (1964,1991,1999), Faust (1960), Opowieści Hoffmanna (1959, 1998), Manon (1979), Cyganeria (1978), Tosca (1966,1984), Madame Butterfly (1961, 1981), Siostra Angelica (1992), Gianni Schicchi (1992), Turandot (1996), Cyrulik sewilski (1957, 1972, 1987), Kopciuszek (1967, 1985), Czarodziejski flet (1971, 1994), Don Giovanni (1997), Wesele Figara (1979), Dyrektor teatru (1970, 1991), Eugeniusz Oniegin (1962,1980), Kniaź Igor (1975), Nabucco (1995), La Traviata (1964, 1981, 1998), Rigoletto (1967, 1986), Trubadur (1973), Bal maskowy (1984), Aida (1968,1985), Don Carlos (1972), Otello (1989), Holender tułacz (1977), Straszny dwór (1958,1976, 1994), Halka (1961, 1981), Hrabina (1960, 1982), Jezioro łabędzie (1972), Dziadek do orzechów (1958, 1986), Śpiąca Królewna (1994), Don Kichot (1996), Krótkie życie (1993), Baron cygański (1957, 1980, 1991), Zemsta nietoperza (1961, 1982, 1995), Noc w Wenecji (1985), Kraina uśmiechu (1970,1978,1994), Wesoła wdówka (1966,1988), Orfeusz w piekle (1958,1983,1991 – adaptacja pod tytułem Kto chciał porwać Eurydykę?), Skrzypek na dachu (1992), My Fair Lady (1993) i wiele innych. Aktualnie tylko na scenie Opery Nova w Bydgoszczy obejrzeć można takie dzieła jak: operę I.J. Paderewskiego „Manru”, balety Roberta Bondary „Zniewolony umysł” oraz „Stabat Mater.Harnasie” do muzyki K. Szymanowskiego, operę G. Verdiego „Falstaff”.

## Budynek opery

### Historia
Pomysł budowy nowej siedziby Opery Bydgoskiej pochodzi z przełomu lat 50. i 60. XX w., wkrótce po upaństwowieniu instytucji. Pierwszy z inicjatywą wybudowania nowego gmachu specjalnie projektowanego pod kątem wystawiania spektakli muzycznych, operowych, operetkowych i baletowych wystąpił zasłużony dla miasta (późniejszy Honorowy Obywatel Bydgoszczy) dyrektor Filharmonii Pomorskiej Andrzej Szwalbe. Od początku było wiadomo, iż koegzystująca pod jednym dachem z teatrem opera, w dłuższej perspektywie nie będzie miała możliwości rozwoju i osiągnięcia stabilizacji artystycznej. Ważne atuty dla projektu budowy nowego gmachu stanowiły: wysoka frekwencja na spektaklach muzycznych oraz brak dużych sal widowiskowych w mieście, umożliwiających zaspokojenie rosnących artystycznych aspiracji społeczeństwa.
W 1961 r. odbyło się posiedzenie działaczy Towarzystwa Muzycznego, kadry kierowniczej Teatru Muzycznego i Filharmonii Pomorskiej, przedstawicieli władz administracyjnych oraz architektów, w którym zdecydowano o budowie teatru muzycznego z dwiema scenami i kawiarnią artystyczną. Na lokalizację opery wskazywano teren byłego Teatru Miejskiego w centrum Bydgoszczy, park Ludowy lub skarpę szwederowską. Ostatecznie MRN zaakceptowała teren przy ul. Karmelickiej, pomiędzy ul. Focha, placem Teatralnym i rzeką Brdą, zajmowany w części przez obiekty wojskowe (magazyny wojskowe i komenda garnizonu).
W maju 1961 r. bydgoski oddział Stowarzyszenia Architektów Polskich ogłosił ogólnopolski konkurs na opracowanie projektu architektonicznego gmachu Teatru Muzycznego i Dramatycznego w Bydgoszczy. W składzie sądu konkursowego znaleźli się architekci z Bydgoszczy, Gdańska, Poznania i Warszawy, przedstawiciel Ministerstwa Kultury i Sztuki oraz Filharmonii Pomorskiej w Bydgoszczy. Laureatem I nagrody został młody wówczas architekt Józef Chmiel, późniejszy profesor Politechniki Gdańskiej. Projekt zakładał budowlę złożoną z czterech przenikających się kręgów wkomponowanych w krajobraz zakola Brdy. Makietę budynku eksponowano w foyer Filharmonii Pomorskiej oraz kilkakrotnie na wystawach za granicą.
Od 1962 r. rozpoczęła się faza szczegółowego projektowania budynku przez pracowników Politechniki Gdańskiej. Realizację inwestycji zaplanowano na dwa etapy (I etap 1966–1971, II etap po 1972). Wbrew oczekiwaniom budowa nie rozpoczęła się od razu. W 1969 r. przerwano prace projektowe, uszczuplając koncepcję użytkową obiektu, teraz pod nazwą Społeczny Ośrodek Krzewienia Kultury i Sztuki. Autorem transformacji określenia projektu Teatru Muzycznego (opery) na projekt SOKiSz był Andrzej Szwalbe, co zostało przyjęte przez władze państwowe i dało szansę wyjścia z impasu.
Gdy od 1973 r. jako przedstawiciel inwestora bezpośredniego (Wydziału Kultury PWRN) zaczął występować dyrektor Filharmonii Pomorskiej Andrzej Szwalbe – program użytkowy obiektu poszerzono. Nastąpiło anulowanie poprzednich koncepcji architektonicznych i powstanie nowych, z naciskiem na teatr muzyczny. W 1971 r. do prof. Chmiela dołączył jako drugi projektant Andrzej Prusiewicz z Politechniki Gdańskiej.
W budynku zaplanowano wykorzystanie nowoczesnych możliwości technicznych. Powiększono głębokość sceny, rozbudowano proscenium, umożliwiające reżyserom i scenografom śmiałe rozwiązania inscenizacyjne, zaprojektowano zapadnię i platformę zewnętrzną, która na wysokość kilkunastu metrów miała podnosić ładunek sceniczny. Panoramiczny portal sceny zabezpieczono ognioodporną kurtyną, oraz umożliwiono zamykanie fosy orkiestrowej, powiększając w ten sposób w razie potrzeby przestrzeń sceniczną. W ten sposób sala widowiskowa mogła pełnić również funkcje estradowe i konferencyjne. Widownię zaprojektowano na wzór demokratycznego antycznego teatru – bez wydzielonych lóż i balkonów, dzięki czemu publiczność miała tworzyć wspólnotę z występującymi artystami.
W 1973 r. wydano pozwolenie na budowę i przekazano teren Bydgoskiemu Przedsiębiorstwu Budownictwa Miejskiego (późniejszy Budopol). W latach 1973–1976 Państwowe Przedsiębiorstwo „Hydrobudowa nr 9” w Poznaniu przeprowadziło palowanie terenu (1100 pali typu Franki). W kolejnych latach zmieniano założenia projektowe: najpierw obiekt miał posiadać cztery kręgi, potem dwa, a na końcu trzy. Okresowo pojawiały się problemy z pozyskaniem materiałów budowlanych. Gdy w 1977 r. inwestycję włączono do budżetu centralnego, ówczesny premier rządu polskiego Piotr Jaroszewicz zabronił ze względów oszczędnościowych budowania w terenie jakichkolwiek obiektów użyteczności publicznej. Ostatecznie I sekretarz KW PZPR w Bydgoszczy Józef Majchrzak podjął decyzję o kontynuowaniu budowy, narażając się swoim zwierzchnikom ze stolicy.
Inwestycja przewidywana do zakończenia w 1982 r. ciągle się opóźniała, a w latach 80. nałożyła się na kryzys gospodarczy i obcięcie funduszy państwowych przeznaczanych na kulturę. W tej sytuacji prace zostały przerwane. Gmach stał się symbolem „wiecznej inwestycji” i niewielu wierzyło w jego ukończenie. Dopiero od 1985 r. wzrósł nacisk wojewódzkich władz administracyjnych oraz środowisk kulturalnych na zapewnienie kontynuacji budowy ze środków Narodowego Funduszu Rozwoju Kultury. Prace przyspieszono, gdy teren wokół opery został oczyszczony po pożarze magazynów wojskowych i rozbiórce Komendy Garnizonu (1986). Do 1989 r. ukończono stan surowy obiektu. W latach 1990–1994 główny krąg opery, gdzie mieściła się widownia i scena główna, został oszklony, doprowadzono doń ogrzewanie technologiczne, zainstalowano zapadnie, przygotowano pomieszczenia garderób, sal prób, widowni itp. Specjalistyczne prace realizowane były przez Przedsiębiorstwo Projektowo-Realizacyjne „Teatr” z Warszawy.

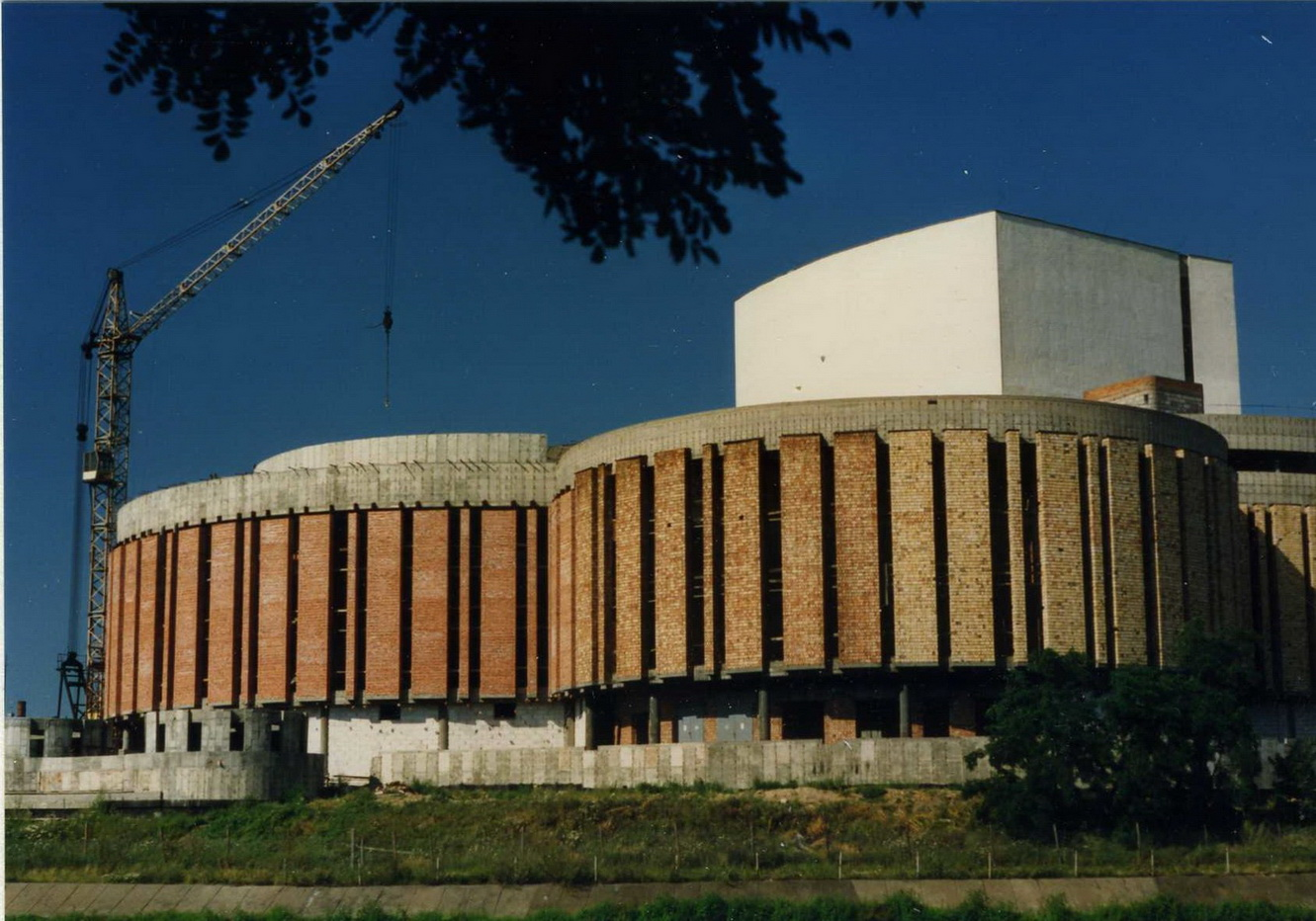
Gmach opery w budowie (1990)

Po likwidacji Funduszu Rozwoju Kultury pojawiło się kolejne zagrożenie zaniechania inwestycji. W III kręgu budynku planowano utworzenie siedziby telewizji bydgoskiej, centrum kongresowego, restauracji. W tym czasie z inicjatywy szeregu osób narodził się pomysł zorganizowania w surowym gmachu Bydgoskiego Festiwalu Operowego. Głównym celem tej inicjatywy miało być zwrócenie uwagi społeczeństwa, a w szczególności decydentów, na tę inwestycję, przecięcie dyskusji na temat pozakulturalnego przeznaczenia budynku oraz zdobycie środków na jego ukończenie.
I Bydgoski Festiwal Operowy odbył się w dniach 17–30 kwietnia 1994 r. w surowych wnętrzach gmachu. Poczucie uczestnictwa w niecodziennym wydarzeniu udzieliła się artystom i publiczności – tworząc aurę muzycznego misterium, stojąc się jednym z głównych atutów imprezy. Festiwal odbił się w kraju szerokim echem, przysparzając cennego rozgłosu bydgoskiej scenie operowej. Jego cel został osiągnięty – przerodził się w operowe święto oraz przerwał 20-letnią niemoc w budowie kompleksu operowego.
W II połowie lat 90. nastąpiła zasadnicza pozytywna zmiana klimatu społeczno-politycznego wokół inwestycji, głównie ze strony regionalnych władz wojewódzkich. Inwestycja realizowana już jako Budowa Opery Nova w Bydgoszczy zyskała nowoczesne rozwiązania architektoniczne, nowe technologie, materiały i technikę teatralną. Wyrazem tego stał się ostateczny, ciekawy kształt nowego gmachu i jego nowoczesne wnętrze.
Ostatnim etapem realizacji inwestycji były lata 2002–2008. Samorząd Województwa Kujawsko-Pomorskiego podjął wspólnie z dyrekcją opery decyzję o zmianie przeznaczenia III kręgu – stworzenia dużego centrum kongresowego (zamiast pierwotnej funkcji – produkcji i magazynowania dekoracji), w którym mogłyby być organizowane sympozja, zjazdy i kongresy. Za decyzją poszły środki finansowe (60 mln zł na dokończenie inwestycji, z tego około 20 mln zł na centrum kongresowe).
Budynek uroczyście oddano do użytku 21 października 2006 r., podczas gali 50-lecia Opery Bydgoskiej. 14 stycznia 2008 r. wydano pozwolenie na użytkowanie publiczne całego gmachu wraz z zagospodarowaniem terenu. Budowa bydgoskiej opery trwała 34 lata i 5 miesięcy i uchodzi za najdłużej realizowaną budowlę teatralną w powojennej Polsce. W rzeczywistości jednak palmę pierwszeństwa w tym względzie posiada teatr muzyczny w Lublinie.
W kolejnych latach budynek wykorzystywano jako Regionalne Centrum Kongresowe, organizując również szereg imprez kulturalnych i festiwali (Pejzaż bez Ciebie – Festiwal Twórczości Niezapomnianych Artystów Polskich, finały Bydgoskich Impresji Muzycznych i inne). Od 2010 do 2018 w budynku odbywał się festiwal filmowy Camerimage.
W roku 2016 wysunięto koncepcję uzupełnienia zespołu o planowany pierwotnie, lecz ostatecznie nie zrealizowany czwarty krąg. Ma on mieścić salę projekcyjno-konferencyjną na 180 widzów (wstępnie zakładano 250–300), salę kameralną, a zarazem salę prób scenicznych na 521 osób (wstępnie zakładano 450–500), przestrzeń wystawienniczą, hol z szatniami i połączony z holem dwukondygnacyjny parking podziemny na 228 pojazdów (o szacowanej wartości inwestycji 30 mln zł). W kwietniu 2017 zaprezentowano koncepcję tego obiektu.
Koszt realizacji inwestycji, szacowany pierwotnie na 80 mln zł, w 2019 określano na 100 mln zł. Inwestycja sfinansowana zostanie po połowie przez miasto i samorząd województwa. Przewiduje się, że nowy, czterokondygnacyjny krąg opery będzie miał 19 m wysokości i posiadał 4,4 tys. m² powierzchni użytkowej. W grudniu 2018 wykonanie dokumentacji projektowej powierzono biuru projektowemu WAPA – Warsztat Architektury Pracownia Autorska Krzysztofa Kozłowskiego z Sopotu, która zaoferowała realizację zlecenia w 12 miesięcy za nieco ponad 2,2 mln zł, plus 167 tys. zł za nadzór autorski. W marcu 2019 przystąpiono do badań gruntu, na którym ma zostać zrealizowana inwestycja. W lutym 2020 znad Brdy usunięto drzewa kolidujące z terenem inwestycji. Pozwolenie na budowę wydano 12 listopada 2019. Prace budowlane miały trwać 28 miesięcy i w myśl pierwotnych założeń miały się zakończyć w październiku 2022 roku, jednakże z powodu trudności finansowych rozpoczęcie inwestycji przełożono. Przetarg na budowę ogłoszono w czerwcu 2022, a jego zwycięzcą za kwotę 117 mln zł 24 listopada 2022 został warszawski Budimex, z którym 12 stycznia 2023 podpisano umowę na realizację inwestycji. Czwarty krąg Opery Nova będzie połączony z pierwszym na poziomie foyer.
W 2017 zainstalowano nowoczesne oświetlenie (73 profesjonalne aparaty oświetleniowe), nagłośnienie i sterowanie urządzeniami mechanicznymi sceny. Zainstalowano również system, który zapewni stuprocentowe pokrycie dźwiękiem dużej sali widowiskowej. Cała modernizacja opiewa na ok. 13,5 mln zł.

### Architektura
Budynek z uwagi na rozmiary jest dominantą architektoniczną w centrum miasta. Jest jedną z wielu budowli bydgoskich odbijających swój wizerunek w rzece. Gmach złożony jest z trzech kręgów. Zapewnia on optymalne warunki dla realizacji spektakli operowych, operetkowych, baletowych i musicalowych. Z racji oryginalnego kształtu i położenia nad wodą porównywany jest do Opery w Sydney. Budynek posiada iluminację świetlną, będącą ozdobą nocnej panoramy Bydgoszczy.
Krąg pierwszy mieści główną salę widowiskową na 803 osoby, scenę z jej bezpośrednim zapleczem, dwie sale prób – baletu i chóru, magazyny kostiumów oraz (pod widownią dużej sali) salę kameralną na 189 miejsc składanych przy użyciu elektrycznego sterowania. Mieści również pracownie – krawieckie, szewską, fryzjersko-perukarską, modystyczną i plastyczną.
Krąg drugi mieści wentylatornię w piwnicy, na parterze klub aktora, salę orkiestry i dużą salę prób baletu, na dwóch kondygnacjach garderoby chóru i baletu oraz na ostatnim piętrze pomieszczenia administracji.
Krąg trzeci przeznaczono na Centrum Kongresowe Opery Nova z dwiema salami ze składanymi trybunami, każda na ponad 200 miejsc, co umożliwia organizowanie dużych sympozjów lub konferencji. Tu także znajduje się Dział Promocji i Obsługi Widzów (wejście od ul. Focha) oraz restauracja o powierzchni 925 m kw.

### Wnętrza
Duża sala widowiskowa posiada amfiteatralną widownię na 803 miejsca oraz 6 miejsc dla osób niepełnosprawnych, scenę o dużych rozmiarach (powierzchnia 420 m², szerokość do 22 m, głębokość 25 m), na której zainstalowano urządzenia sceniczne i oświetleniowe (cztery zapadnie, zapadnia orkiestrowa, 46 sztankietów sterowanych komputerowo) oraz scenę obrotową o średnicy 11,80 m. Portal sceny jest wysoki na 9,5 m i szeroki na 18 m. Od widowni odgranicza ją kurtyna stalowa i kurtyna tekstylna, składająca się z 6 warstw, mierząca 10 m wysokości i 21 m szerokości. Sala posiada cenioną akustykę. Na salę prowadzą cztery wejścia z poziomu foyer oraz dwa z antresoli.
Sala kameralna nosi imię prof. Felicji Krysiewicz, animatorki życia operowego w Bydgoszczy po II wojnie światowej. Widownia liczy 189 miejsc na trybunach składanych automatycznie oraz 3 miejsca dla osób niepełnosprawnych. Sala wykorzystywana jest do prezentowania spektakli kameralnych, recitali i koncertów oraz projekcji kinowych.
Hol główny i foyer – stanowi miejsce pobytu widzów podczas przerw oraz mieści ekspozycje malarskie, rzeźbiarskie, fotograficzne.
Kulisy Opery – mieści liczne pracownie, magazyny, sale prób, garderoby, największą w Polsce windę do przewożenia dekoracji i elementów scenografii oraz platformę do podnoszenia samochodów ze sprzętem.
Restauracja „Maestra” – do końca września 2022 mieściła się w trzecim kręgu Opery; jej wnętrza zdobią zdjęcia ze spektakli Opery Nova oraz kolekcja plakatów Bydgoskich Festiwali Operowych. Zastąpiła ją restauracja „Czarny kawior”.

### Otoczenie budynku
Otoczenie Opery Nova obejmuje taras widokowy połączony z oddanym do użytku w 2010 bulwarem (plantami nad Brdą) oraz kładką z Wyspą Młyńską, skąd można dojść do Wenecji Bydgoskiej lub Starego Rynku. Z ciągiem bulwarowym, u stóp Opery Nova, graniczy letni amfiteatr z wznoszącą się widownią na 200 osób. Istnieje projekt, który zakłada budowę sceny na pływającym pontonie, stanowiącej jedną płaszczyznę z nabrzeżem. W 2014 funkcję sceny dla muzyków pełnił statek „Jantar”, a jesienią 2015 rozpoczęto budowę stałej, zadaszonej sceny o długości 25 metrów i szerokości 4 metrów. Oparta na żelbetowych filarach scena o regulowanej stosownie do aktualnego stanu wód rzeki wysokości jest zarazem ogólnodostępnym pomostem widokowym.
19 kwietnia 2013 przed budynkiem opery odsłonięto figurę „Łuczniczka Nova”.

### Centrum kongresowe
Centrum Kongresowe Opery Nova zajmujące trzeci krąg budynku, zapewnia profesjonalną obsługę sympozjów, konferencji, targów, zjazdów, wystaw, jubileuszy i widowisk małych form teatralnych. W Centrum mieszczą się dwie sale kongresowe (Manru i Fidelio) na 300 i 220 osób, pięć sal seminaryjnych oraz zaplecze gastronomiczne.
Obydwie sale wyposażone są w trybuny składane elektrycznie, kabiny elektro-akustyczne oraz kabiny tłumaczeń symultanicznych. Dodatkowe wyposażenie stanowi sprzęt audio-wizualny, sterowany z paneli dotykowych oraz kioski multimedialne z dostępem do internetu i prezentacji multimedialnych.
Sala widowiskowa i kameralna z I. kręgu Opery wraz z salami kongresowymi i audytoryjnymi w Centrum Kongresowym stwarzają możliwość organizacji dużych kongresów do 1500 osób.

## Zespoły

### Soliści
W skład zespołu Opery (wraz z osobami współpracującymi) wchodzi ponad 50 solistów śpiewaków (15 sopranów, 8 mezzosopranów, 15 tenorów, 10 barytonów, 7 basów) oraz aktorzy, asystenci, korepetytorzy i personel pomocniczy.

### Orkiestra
W latach 1956–1963 oprawę muzyczną spektakli operowych zapewniali filharmonicy bydgoscy w liczbie ok. 40 osób. Zawodowa Orkiestra Opery Nova powstała w 1963 r. i liczyła początkowo 36 muzyków. Jej kadrę stanowią w większości absolwenci bydgoskiej Akademii Muzycznej. Zespołem na przestrzeni lat kierowali tacy dyrygenci jak: Zbigniew Chwedczuk, Zdzisław Wendyński, Zygmunt Szczepański, Zbigniew Droszcz, Włodzimierz Ormicki, Józef Klimanka, Stanisław Renz, Adam Pałka, Mieczysław Dondajewski, Jerzy Katlewicz, Mieczysław Nowakowski, Zygmunt Rychert, Bogusław Madey, Wadim Pieriewoznikow, Włodzimierz Szymański, Jerzy Wołosiuk, Ruben Silva, Maciej Figas, Piotr Wajrak, Andrzej Straszyński, Tadeusz Wojciechowski, Andrzej Knap, Michał Klauza, Marcin Sompoliński.
Obecnie orkiestra Opery Nova składa się z 68 muzyków, a jej głównym dyrygentem jest dyrektor Opery Maciej Figas.

### Chór
Chór Opery Nova powstał w 1956 r. początkowo pod kierownictwem Antoniego Rybki. Większość jego członków rekrutowała się z chóru „Arion”. Kolejnymi kierownikami Chóru byli Czesław Kaczmarek (1982–1984), Maciej Banach (1991–1992) i Henryk Wierzchoń (1984–1991 i od 1993) Przez lata działalności chór opanował większość pozycji światowej literatury operowej i operetkowej, sztandarowe pozycje musicalowe oraz oratoria. Obecnie liczebność zespołu sięga ok. 80 osób.
Chór oprócz oprawy spektakli muzycznych współpracuje z orkiestrami symfonicznymi: Filharmonii Pomorskiej (Bydgoskie Festiwale Muzyczne), Filharmonii Koszalińskiej oraz zagranicznymi. Bierze również udział w tournée po Europie Zachodniej.

### Balet
Balet Opery Nova został założony w 1956 r. Na początku liczył on 40 osób i złożony był z uczniów klas baletowych bydgoskiego ogniska muzycznego. W latach 1959–1989 balet posiadał salę ćwiczeń w Teatrze Kameralnym, później w Pomorskim Domu Sztuki, a od lat 90. XX w. w budynku Opery Nova. Repertuar bydgoskiego baletu obejmował ok. 30 tytułów. W ciągu swego istnienia 6 razy dokonywał prawykonań polskich i światowych: Dziadek do orzechów Czajkowskiego (1958), Król wichrów Nowowiejskiego (1963), Legenda miłości Mielikowa (1967), Baśń o kamiennym kwiecie Prokofjewa (1970), Anna Karenina Szczedrina (1979) oraz światowa prapremiera baśni baletowej Bogdana Pawłowskiego – Kot w butach (1997). W zespole pracowało wielu wybitnych polskich tancerzy i tancerek. Specjalnie dla zespołu Baletu swoje choreografie stworzyli lub przekazali w ostatnie dekadzie (2008–2018)tak znani twórcy jak: Paul Chalmer, Jorma Elo, Robert Bondara. Kierownictwo Baletu sprawuje Małgorzata Chojnacka.
Od 1995 r. przy Operze Nova istnieje Studio Baletowe, w której w grupach: dziecięcej i młodzieżowej przerabiany jest skrócony kurs szkoły baletowej. Członkowie Studium uczestniczą w niektórych spektaklach baletowych i musicalowych.

## Festiwale
Opera Nova od 1994 roku jest organizatorem Bydgoskich Festiwali Operowych. Jest to największy tego typu w Polsce przegląd dokonań teatrów muzycznych – krajowych i zagranicznych w zakresie: opery, operetki, musicalu oraz baletu: klasycznego i nowoczesnego. Festiwalowi towarzyszą wystawy, przegląd filmów muzycznych oraz oper kameralnych (Operowe Forum Młodych).
Opera Nova prezentuje również Gale Operowe, które są koncertami, podczas których orkiestra występuje na scenie wspólnie z solistami i chórem. Podczas Gali prezentowane są fragmenty wielu oper, popisy wokalne i chóralne. Pierwszą Bydgoską Galę Operową zorganizowano w 1993 r. Koncerty tego typu towarzyszą też Bydgoskim Festiwalom Operowym oraz Festiwalom Laureatów Konkursów Muzycznych.

## Ciekawostki
1. Do grona bydgoskich primadonn (wiodących wykonawczyń głównych ról kobiecych w operach) należały: Lidia Skowron, w latach 60. i 70. – Barbara Zagórzanka i Barbara Nitecka, w latach 80. – Katarzyna Rymarczyk i Magdalena Krzyńska[3].
2. Najczęstszym reżyserem spektakli prezentowanych przez Operę bydgoską był Sławomir Żerdzicki[3].
3. Największe sukcesy frekwencyjne, które bydgoska Opera odnosiła w okresie PRL dotyczyły musicali Skrzydlaty kochanek i Dziękuję Ci Ewo wystawianych w II połowie lat 70.[3]
4. Najoryginalniejszą drogę do kariery solisty przebył Bronisław Pekowski, który do 1976 r. śpiewał na bydgoskiej scenie (bas-baryton), będąc jednocześnie naczelnym dyrektorem Okręgowego Przedsiębiorstwa Geodezyjno-Kartograficznego.
5. Kompozytor i aranżer jazzowy Krzysztof Herdzin jest synem Henryka Herdzina – należącego w latach 60. i 70. XX w. do czołowych solistów bydgoskiej Opery[3].
6. Do artystów, którzy obchodzili benefisy na bydgoskiej Scenie należeli m.in.: Katarzyna Rymarczyk (1991), Helena Kobusińska (1998), Magdalena Krzyńska (1999), Ryszard Smęda (2001)[3].
7. Z okazji ważnych jubileuszy Opera bydgoska przygotowywała uroczyste premiery: w 1966 r. (10-lecie) Toscę G. Pucciniego i Pana Twardowskiego L. Różyckiego, w 1971 r. (15-lecie) Zaczarowane koło J. Gablenza, w 1976 r. (20-lecie) Straszny dwór S. Moniuszki, w 1981 r. (25-lecie) Halkę S. Moniuszki, w 1986 r. (30-lecie) Przemysława II H. Swolkiena, w 1996 r. (40-lecie) Turandot G. Pucciniego[3].
8. Formą wzbogacania artystycznej działalności Opery były wielokrotnie gościnne występy teatrów operowych. Występowali w nich czołowi soliści polscy oraz zagraniczni z Gruzji, Rosji, Rumunii, Węgier, Japonii, Bułgarii, Grecji, Włoch, Niemiec i krajów byłego ZSRR, których nazwiska zdobiły afisze największych scen operowych. Inną formą gościnnych występów stanowiło zapraszanie do współpracy dyrygentów, którzy przygotowywali muzycznie miejscowe przedstawienia, bądź nimi dyrygowali. Należeli do nich m.in. Bogusław Madey, Mieczysław Nowakowski, Mieczysław Dondajewski, Antoni Wicherek, Henryk Debich, Jerzy Katlewicz i inni[3].
9. Od 1989 r. zespół Opery Nova odbywa coroczne tournée zagraniczne. W lipcu i sierpniu 1989 r. zagrano we Włoszech i na Malcie 20 spektakli operowych, m.in.: Rigoletto i Otello G. Verdiego oraz Madame Butterfly G. Pucciniego. W 1990 r. zespół grał przedstawienia w Holandii, w 1992 r. w Belgii. Od 1989 r. corocznie Opera Nova występowała ze spektaklami baletowymi, operowymi i operetkami na terenie Niemiec, odnosząc tam znaczne sukcesy. Dzięki Bydgoskim Festiwalom Operowym, organizowanym w nowym gmachu nad Brdą i prezentacji na tej scenie udanych realizacji scenicznych, takich jak Nabucco, czy Turandot, teatr zapraszany był w kolejnych latach do wielu krajów Europy Zachodniej[34].

## Dyrektorzy
Dyrektorzy Opery Bydgoskiej:

- 1956: Zdzisław Wendyński (Studio Operowe)
- 1956–1960: Felicja Krysiewicz
- 1960–1963: Feliks Kłodziński (Teatr Muzyczny Opery i Operetki)
- 1963–1964: Zygmunt Szczepański
- 1964–1969: Zdzisław Wendyński
- 1969–1970: Maurycy Leszczycki:
- 1970–1973: Mieczysław Rak
- 1973–1977: Tadeusz Kłobucki
- 1977–1979: Stanisław Renz
- 1979–1980: Adam Pałka
- 1981–1990: Alicja Weber (Państwowa Opera w Bydgoszczy)
- 1990: Rafał Delekta
- 1990–1991: Andrzej Jurkiewicz (Opera Nova)
- 1991–1992: Andrzej Marczewski
- od 1992: Maciej Figas

## Linki zewnętrzne

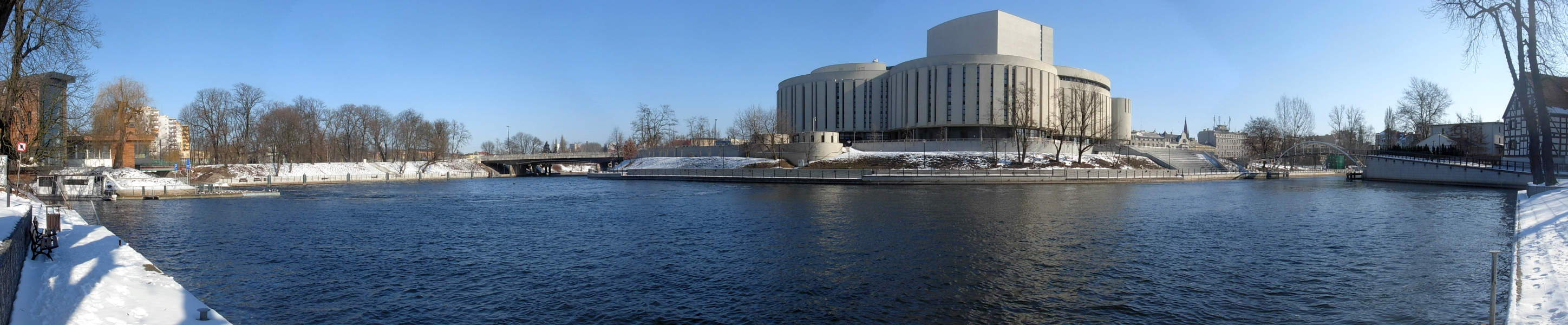
Opera na tle zakola Brdy